# Котис III (сапеи)
Вижте пояснителната страница за други личности с името Котис III.
Котис III или Котис VIII (на старогръцки: Κότυς, Cotys III, Kotys VIII.) е сапейски принц и клиент-цар на одрисите в Източна Тракия заедно с чичо си през 12 – 19 г. заедно с чичо Раскупорис II.

## Произход и управление
Котис III е син на Реметалк I (син на Котис II).
След смъртта на Реметалк I, Август разделя държавата на две отделни царства, едното с цар Котис VIII (племенник на Раскупорис II), а другото с цар Раскупорис II. Раскупорис решава да обедини държавата и пленява и убива Котис, след известието, че Тиберий ще се намеси на страната на племенника му.

## Фамилия
Котис III (VIII) се жени за Антония Трифена, дъщеря на понтийския владетел Полемон I и на царица Питодорида и правнучка на триумвира Марк Антоний и бъдеща царица на Понт. Те имат четири деца:
- Реметалк II, цар на сапеите и Одриското царство 18 – 38 г.
- Гепепирис, омъжва се за римския клиент цар Тиберий Юлий Аспург на Боспорското царство 14/15 – 37/38 г. от Аспургидите
- Котис IX (* 10), става римски клиент цар на Малка Армения 38 – 47 г.
- Питодора II (* 2) или Pythodorida II, омъжва се за втория си братовчед по бащина линия Реметалк III, който управлява Тракия като римски клиент цар 38 – 46 г.